# Juncus allioides
Juncus allioides är en tågväxtart som beskrevs av Adrien René Franchet. Juncus allioides ingår i släktet tåg, och familjen tågväxter. Inga underarter finns listade i Catalogue of Life.